# Dipseliopoda setosa
Dipseliopoda setosa är en tvåvingeart som beskrevs av Oskar Theodor 1955. Dipseliopoda setosa ingår i släktet Dipseliopoda och familjen lusflugor.
Artens utbredningsområde är Kenya. Inga underarter finns listade i Catalogue of Life.